# Cumbres Borrascosas (serie de televisión de 2009)
Cumbres Borrascosas es una adaptación de 2009 para la televisión británica ITV de la novela Cumbres Borrascosas de 1847 de la escritora Emily Brontë.
Los episodios fueron adaptados para la pantalla por Peter Bowker y dirigidos por Coky Giedroyc. Protagonizado por Tom Hardy y Charlotte Riley en los papeles de los famosos amantes Heathcliff y Catherine Earnshaw.
Se emitió en el Reino Unido en dos entregas separadas de 90 minutos en noches consecutivas, el 30 y 31 de agosto de 2009.

## Sinopsis
Para una descripción detallada de la trama, consulte el artículo principal: Cumbres borrascosas

## Reparto y personajes

### Personajes principales
- Tom Hardy como Heathcliff.
- Charlotte Riley como Catherine Earnshaw.
- Andrew Lincoln como Edgar Linton.
- Kevin McNally como el Sr. Earnshaw.
- Burn Gorman como Hindley Earnshaw.
- Sarah Lancashire como Nelly Dean.
- Rosalind Halstead como Isabella Linton.

### Personajes secundarios
- Tom Payne como Linton Heathcliff
- Rebecca Night como Catherine Linton

### Localización
La casa solariega de Yorkshire , Oakwell Hall, sirvió como Cumbres Borrascosas para la producción.
 